# 하라 다미키

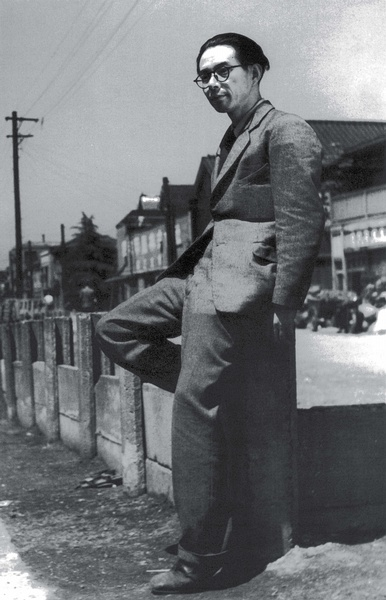

하라 다미키(原民喜, 1905년 11월 15일 ~ 1951년 3월 13일)는 일본 전후의 시인이며 소설가이다. 히로시마에서의 피폭 체험을 시 ＜원폭소경＞과 소설 ＜여름 꽃＞ 등의 작품으로 남겼다.

## 생애
1905년 히로시마에서 태어났다. 형과 함께 가정 내 동인지 ≪포기(ポギー)≫를 통해 시 창작을 시작했다. 1924년 게이오대학 문학부에 진학하고, 다다이즘에 심취하여 이토카와 타비오(糸川旅夫)라는 필명으로 ≪예비일일신문(芸備日日新聞)≫에 다다이즘계의 시를 발표하게 된다. 대학 시절에 동인지 ≪춘앵전(春鶯囀)≫을 창간하여 활동하고, 회람잡지 ≪4, 5인 잡지(四五人会雑誌)≫를 창간하기도 했다. 1936년부터 1941년에 걸쳐 ≪미타문학≫ 등에 단편소설을 다수 발표한다. 1939년 아내가 병석에 누우면서 발표 작품 수가 감소한다. 1945년 1월 고향 히로시마로 피난해 있던 중 피폭된다. 그해 가을에서 겨울에 걸쳐 피폭과 그에 의한 참상을 기록한 수첩을 기초로 소설 ＜원자폭탄＞을 집필하는데, 이것이 후에 원폭 소설의 대표작 ＜여름 꽃＞이 된다. 1948년 ＜여름 꽃＞으로 제1회 미나카미 다키타로상을 수상하고, 1949년 소설집 ≪여름 꽃≫을 간행한다. 1951년 기차선로에 몸을 눕혀 자살한다.